# Europäische Allianz für Kunst und Unterhaltung
Die Europäische Allianz für Kunst und Unterhaltung (englisch European Arts and Entertainment Alliance; Akronym EAEA) ist einer der Europäischen Gewerkschaftsverbände. Sie organisiert circa 300.000 Mitglieder von ca. 135 Einzelgewerkschaften in 27 Ländern. Es handelt sich dabei um den europäischen Zweig der Internationalen Allianz für Kunst und Unterhaltung (IAEA). 

## Struktur
Die 2001 gegründete EAEA unterscheidet sich von anderen Europäischen Gewerkschaftsverbänden (EGV) dadurch, dass sie sich aus den europäischen Gruppen dreier internationaler Gewerkschaftsverbände zusammensetzt, die im Außenraum oft unabhängig voneinander auftreten: der europäischen Gruppe der Internationalen Föderation der Musiker (IFM), der Euro-FIA der Internationalen Schauspielerföderation FIA und dem Sektor Medien, Unterhaltung & Kunst / EURO-MEI der UNI-Europa. Die Satzung der EAEA ist fast mit der der IAEA identisch; auch die Leitungsgremien entsprechen deren Struktur.

## Europäische Aktivitäten
Der Bühnen- und Life-Sektor der EU beschäftigte 2014 etwa 1,2 Millionen Personen. Die EAEA und ihr Sozialpartner, der Arbeitgeberverband PEARLE (Performing Arts Employers Associations League Europe) sind in den sektoralen Europäischen Dialog im Bereich darstellender Kunst eingebunden. Die Ziele der EAEA entsprechen denen der IAEA: Eindämmung der Scheinselbstständigkeit im Bereich der Medien, der Kunst und der Unterhaltungsbranche, Erhöhung des Organisationsgrades und Abschluss kollektiver statt individueller (Rahmen-)Verträge zur Regulierung der Entgelte und Arbeitsbedingungen auch von Selbstständigen.